# Кошелево (Весьегонский район)
Кошелево — деревня в Весьегонском муниципальном округе Тверской области.

## География
Деревня находится в северо-восточной части Тверской области на расстоянии приблизительно 23 км на юг по прямой от районного центра города Весьегонск.

## История
Известна с 1646 года как вотчина стольника Якова Михайловича Толочанова. Дворов (хозяйств) было 6 (1859 год), 11 (1889), 19 (1931), 7 (1963), 2 (1993), 2 (2008),. До 2019 года входила в состав Чамеровского сельского поселения до упразднения последнего.

## Население
Численность населения: 48 человек (1859 год), 54(1889), 64 (1931), 15 (1963), 4 (1993), 3 (2021),, 4 (100 % русские) в 2002 году, 1 в 2010.